# 이천기
이천기(李千基, 1971년 12월 7일~)는 대한민국의 제9대 경상남도의원이었다. 부산광역시 출신이다.

## 학력
- 1978.03~1984.02 부곡국민학교 졸업
- 1984.03~1987.02 부곡중학교 졸업
- 1987.03~1990.02 부산대학교 사범대학 부속고등학교 졸업
- ~1998 인제대학교 공과대학 환경공학 학사 졸업

## 경력
- 인제대학교 총학생회 부회장
- 김해사랑청년회 회장
- 김해통일세상 회장
- 봉명초등학교 운영위원
- 봉명초등학교 급식소위원회 위원장
- 민주노동당 중앙위원
- 와동 대동아파트 동대표
- 민주노동당 경남도당 김해시 지역위원회 부위원장
- 우리겨레하나되기 김해시 운동본부 공동대표
- 광우병 김해시 대책위원회 공동대표
- (故)노무현 대통령 시민분향소(대성동고분박물관)시민 상주
- 민주노동당 경남도당 김해시 지역위원회 위원장
- SSM 입점저지 중소상인살리기 김해시 대책위원회 공동대표
- 민주회복 김해위원회 공동대표
- 내외동사람들 이사장
- 2010.07~2014.06 제9대 경상남도의회 의원
- 2010.07~2012.07 제9대 경상남도의회 전반기 경제환경위원회 위원
- 2010.07~2012.07 제9대 경상남도의회 전반기 예산결산특별위원회 위원
- 2012.07~2014.06 제9대 경상남도의회 후반기 교육위원회 위원
- 2012.07~2014.06 제9대 경상남도의회 후반기 의회운영위원회 부위원장
- 2012.07~2014.06 제9대 경상남도의회 후반기 예산결산특별위원회 위원
- 경상남도 일자리창출특별위원회 부위원장
- 김해관광유통단지 조성사업투자비 검증위원
- 경상남도 유통업상생발전위원회 위원
- 경상남도 사회적기업육성위원회 위원
- 경상남도 습지보전위원회 위원
- 신세계 이마트 저지 김해시민대책위원회 자문위원
- 학교비정규직 처우 개선을 위한 경남대책위원회 위원
- 경상남도 교육발전연구회 사무국장
- 경상남도 학교폭력지역대책위원회 위원
- 경상남도청·경상남도교육청 용역심의위원회 위원
- 민중당 경남도당 김해시 지역위원회 부위원장

## 역대 선거 결과
|  | 5.22% |

|  | 55.12% |

|  | 16.08% |

|  | 8.53% |